# Bromont
Bromont är en stad (kommun av typen ville) och tätort (centre de population) i provinsen Québec i Kanada, belägen cirka 85 kilometer öster om Montréal. Folkmängden uppgick 2021 till 11 357 i kommunen och 5 345 i tätorten.
Bromont skapades 1964 med målet att skapa en turistort. 1966 annekterade Bromont bykommunen West Shefford, som grundades 1792, och användes som hållplats på diligenslinjen Montréal-Sherbrooke. 1973 införlivades bykommunen Adamsville.

## Artikelursprung
Den här artikeln är helt eller delvis baserad på material från engelskspråkiga Wikipedia, 13 februari 2014.